# Hypselogenia billbergii
Hypselogenia billbergii är en skalbaggsart som beskrevs av Thomson 1878. Hypselogenia billbergii ingår i släktet Hypselogenia och familjen Cetoniidae. Inga underarter finns listade i Catalogue of Life.